# Kujo Yoritsugu

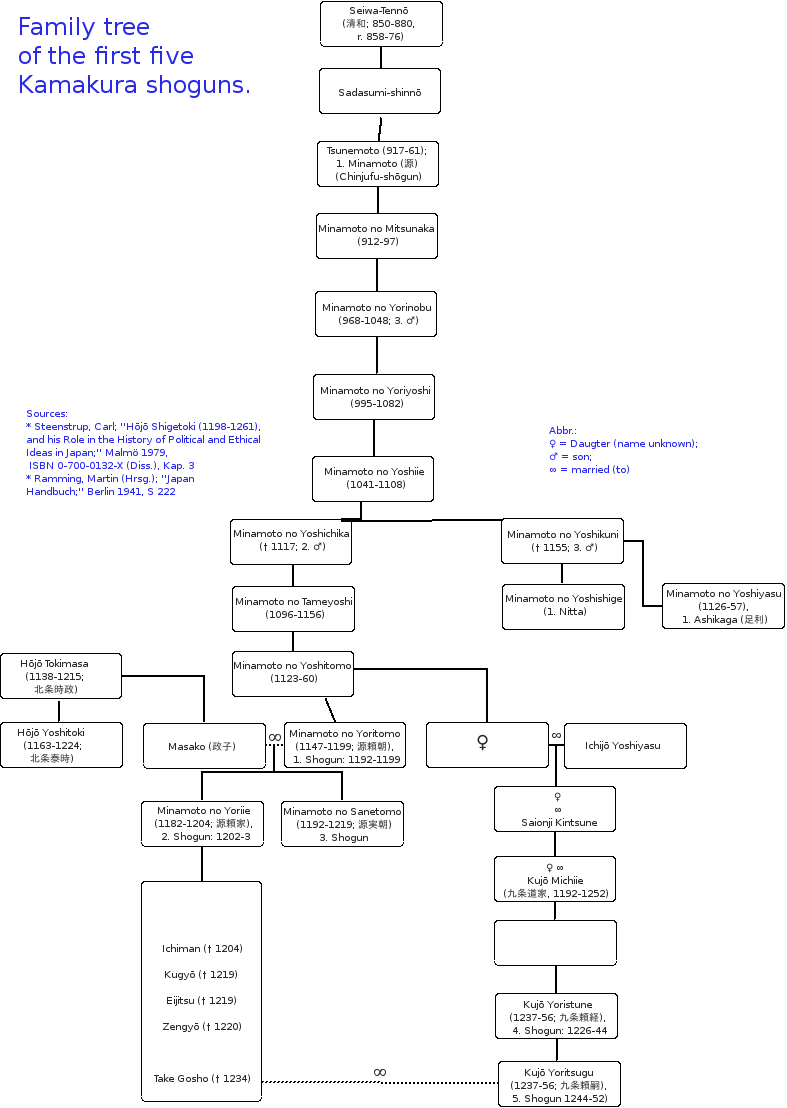
Genealogie van de eerste vijf shoguns.

Kujō Yoritsugu (Japans: 九条頼嗣) (17 december 1239 – 14 oktober 1256) was de vijfde shogun (1244-1252) van het Japanse Kamakura-shogunaat. Zijn vader was de 4de shogun, Kujo Yoritsune.
Kujo Yoritsugu is ook wel bekend als Fujiwara no Yoritsugu omdat hij lid was van de machtige Fujiwara-clan. De Kujo-clan was een van de vijf takken van de Fujiwara.

## Gebeurtenissen
- 1244 (Kangen 2): In de lente van dit jaar vinden enkele buitengewone fenomenen plaats in de lucht rond Kamakura die Yoritsune verontrusten.[1]
- 1244 (Kangen 2, 4de maand): De zoon van Yoritsune, Yoritsugu, heeft zijn volwassenwordings ceremonie op de leeftijd van 6 jaar. In dezelfde maand vraagt Yoritsune aan keizer Go-Saga voor toestemming om af te treden als shogun ten gunste van zijn zoon, Kujo Yoritsugu.[1]
- 11 september 1245 (Kangen 3, 7de maand): Yoshitsune scheert zijn hoofd kaal en wordt een boeddhistische priester.[1]
- 1246 (Kangen 4, 7de maand): De zoon van Yoritsune, nu shogun Yoritsugu (die maar 7 jaar oud is) trouwt met de zus van shikken Hojo Tsunetoki.[1]
- 1 september 1256 (Kogen 1, 11de dag van de 8ste maand, 康元一年八月十一日) : Kujo Yoritsune, sterft op 39-jarige leeftijd.
- 14 oktober 1256 (Kogen 1, 24ste dag van de 9de maand, 康元一年九月二十五日): De zoon van Yoritsune, shogun Kujo Yoritsugu, ook wel bekend als Fujiwara Yoritsugu, sterft op de leeftijd van 18 jaar.[2]

## Tijdperken
De jaren van het shogunaat van Yoriie vallen binnen meerdere Japanse perioden:
- Kangenperiode (1243-1247)
- Hojiperiode (1247-1249)
- Kenchōperiode (1249-1257)